# OGN
OGN(오지엔)은 대한민국의 이스포츠 및 비디오 게임 전문 텔레비전 채널이다.

## 역사
과거 온미디어의 어린이 채널 투니버스의 기획 PD인 황형준 (現 OGN 본부장)은 1998년 프랑스 월드컵때 축구시뮬레이션 게임으로 월드컵 경기결과를 예측해보자는 아이디어를 고안한다. 여기에 게임의 몰입도를 높이기 위해 캐스터와 해설자를 도입하고, 16강 이후의 경기 16경기 중 12경기를 맞춰 성공하였으나 박찬호 등판경기에서는 예측 시뮬레이션으로 프로그램을 제작하였으나 실패하였다. 이후 이 시뮬레이션을 대신할 물건으로 스타크래프트를 선정해 그간의 실패했던 경험과 노하우를 적용하고 선수와 해설자를 모아 스타크래프트 대회를 열었다.
1997년 투니버스에서 방영된 게임 소개 프로그램인 《게임 플러스》와 1999년 스타리그의 전신인 《99 프로게이머 코리아 오픈》(99 PKO)와 2000년 최초의 스타리그로 알려진 《2000 하나로통신배 투니버스 스타리그》를 토대로 하여 2000년 5월 22일 설립되어, 2000년 7월 24일 개국했다. 개국 초기에는 오후 2시부터 다음날 오전 2시까지 12시간 방영되었다. 2001년 1월 1일부터 6월 30일까지 오전 8시부터 4시간 동안 MTV 프로그램을 방영했다.
2000년 7월 24일 24시간 방송을 개시하며 본격적으로 게임 전문 채널로서의 위상을 확립하였다. 게임과 관련된 모든 프로그램을 자체 제작하였으며, 이는 각종 시청률 조사 기관의 결과에 따르면 10대 및 20대 남성 시청자층에서 시청률 1위를 기록한 바 있다.
2006년 6월 23일에는 프로게임팀 KOR을 인수하여 온게임넷 스파키즈(후일 CJ 엔투스에 흡수)를 창단함으로써 e스포츠 분야에 직접적인 참여를 시작하였다. 이는 OGN이 단순 방송 채널을 넘어 e스포츠 산업 전반에 기여하는 계기가 되었다.
2015년 7월 24일 개국 15주년을 맞아 채널명을 온게임넷에서 OGN으로 변경하고 리브랜딩을 단행하였다. 이를 통해 단순한 방송 채널 이미지를 넘어 e스포츠의 대표 브랜드로 자리매김하고자 하는 의지를 표명하였다.
그러나 2021년 1월 1일부터는 인력 감축과 함께 본방송 편성을 중단하고 재방송 중심의 편성을 이어가게 되었다. 같은 해 8월에는 지니 TV에서의 송출이 종료되었으며, 2022년 5월에는 CJ ENM으로부터 주식회사 오피지지(OP.GG)에 매각되었다. 이는 OGN의 독립적인 채널로서의 시대가 저물고, 새로운 구조적 변화를 맞이했음을 의미한다.
마지막으로 OGN은 리그 오브 레전드 챔피언스 코리아(LCK)의 본방송 송출을 담당하였으며, 2025년 2월 10일 밤 11시부터 본방송 시청이 가능하게 되었다.

## 슬로건 변천사
- 2000년 7월 24일 ~ 2006년 12월 31일 : 가지고 노는 TV
- 2007년 1월 1일 ~ 2009년 12월 31일 : E스포츠의 중심
- 2010년 1월 1일 ~ 2010년 7월 31일 : P.L.A.Y
- 2010년 8월 1일 ~ 2010년 10월 31일 : It's Just a GAME
- 2010년 11월 1일 ~ 2011년 7월 31일 : SMART 'n GAME
- 2011년 8월 1일 ~ 2012년 10월 18일 : SMART 'n GAME Level up
- 2012년 10월 19일 ~ 2013년 8월 4일 : ORIGIN & FUTURE
- 2013년 8월 5일 ~ 2018년 7월 23일 : e-Sport to e-Culture
- 2018년 7월 24일 ~ 2019년 12월 31일 : GAME CHANGER!
- 2020년 1월 1일 ~ 2020년 12월 31일 : 파티모집 OGN팟!,20주년 OGN!
- 2021년 1월 1일 ~ 2024년 12월 31일 : 공석(없음).
- 2025년 1월 1일 ~ 현재  : 공석(없음).

## 프로그램

### 종영
- 생방송 게임콜
- 생방송 PC방
- 생방송 비비빅(비바 빅토리)
- 생방송 후비고
- C U @ Battle.net
- I LOVE STAR
- 해피 버스데이 온게임넷
- 스타리그 DAY
- 스쿨 쇼다운
- 스타 N 스타
- 동행
- 쇽쇽드라마 Brrr
- 심야의 라이브 배틀
- I LOVE 온게임넷(10주년 특집)
- 게임박스
- 게임플러스 (G-People)
- 스타브레인
- 리얼스토리 프로게이머
- 전사도
- 스타 7224
- 단유기 (LOL)
- 라인업 엄 VS 김
- 김태형, 김정민의 경기 뒷담화
- 이기자! 테란, 싸우자! 프로토스, 나가자! 저그
- PLAYPLE NOW
- 바투여신전
- e스토리
- 라이브배틀
- SD건담리그
- 열혈사커리그
- 케로로파이터 리그
- 길수현의 네이비필드
- 오르카 투나잇
- 지지배 (내숭발칙 여고생일기)
- 게임 익스프레스
- 스페셜포스 마스터리그
- e-Sports Center
- DO THE G
- 한영의 락유
- 티아라닷컴
- e-stars Seoul 2011
- SF 하이파이브 마스터즈
- 까요톱텐
- 고수와 하수가 만났을때.AVI
- 복수용달
- 아이템 DREAM
- 창천동 텐트하우스
- 종을 울려라! C2TOWN
- 스타 CSI
- 2009 NF LEAGUE
- 월드바투리그
- 창천리그
- 투혼 2010
- 케로로배틀
- 테트리스리그
- B 스페셜포스 11차 마스터리그
- 투혼2010 SSF IV
- 난 스타본다 시즌 1,2,3
- 국가대표
- 용선생의 매너파일런
- G마켓 마구마구 프로리그
- HOT6 카스온라인 동아시아대회
- 온게임넷 2010 NF League
- 레알전투! 배틀스타
- 셔틀탈출기 내가 용자라니!!
- SF 프로리그
- 카스온라인 리그
- 캐!공감!프로젝트,퀘이크하다가...
- 용선생의 매너파이터
- 2000 컬렉션
- 돌아온 뒷담화
- 드리머
- 배틀Feel걸
- 스페셜걸스주니어시즌2
- 성캐의 야(夜)생중계 - 7차 던파걸 서바이벌 오디션
- 아발론 리그
- 서든어택 슈퍼리그
- 카오스 클랜 배틀
- 양민이 뿔났다
- 스페셜걸스 시즌3 G5
- 온게임넷 랭킹쇼 시즌1,2
- 하트비트 메가폰
- 신애와 밤샐기세.scx
- 황혼에서 새벽까지
- 온게임넷 어워즈
- 크리에이티브 던파
- IeSF 벨로스터HD 국가대표 선발전
- 슈퍼앱코리아!
- 양민이 뿔났다
- 내가 니 앱이다! 시즌 1,2,3
- 게임톡
- 던전앤파이터 리그
- 사이퍼즈 리그
- 대한민국 게임상황실 GP
- 스마트 IT 수다
- TEKKEN BUSTERS
- G맨 게임종결자 시즌 1,2,3
- 탕탕탕 강예빈이 쏜다
- 박완규의 스2라이크
- Directors! 시즌 1,2
- 김정민의 스팀팩SC2
- Hello SA SUDDEN ATTACK
- 기사님올라잇:사이퍼즈
- 카트라이더 리그
- 레알귀농스쿨
- 728호 아저씨의 게임이야기
- 월드오브탱크 DEAD OR ALIVE
- LOL 서머레슨
- SK planet 스타 프로리그 12-13
- 스타리그
- 더 테스터
- 카스2 임진왜란
- 한판만 시즌 1,2
- TG 삼보 Intel A.V.A 오픈챌린지
- 도타 2나잇
- 더 지니어스: 룰 브레이커 비하인드
- 갤럭시노트3배 전국민 모두의마블 대회
- WCG
- 하스스톤 인비테이셔널
- 롤챔스 코멘터리
- 액션토너먼트 던전앤파이터 & 사이퍼즈
- YES GAME TALK
- In & Out 시즌 1,2,3,4
- 스타행쇼 시즌 1,2,3,4,5
- 클템의 夜한 방
- LOL Night Show - 나는 캐리다
- 하스스톤 아옳옳옳
- 권이슬의 심해탈출기
- LoL 마스터즈
- 히로인 오브 더 스톰
- 간만에 스타 뒷담화
- 왓따! 풍선껌크게불기 챔피언쉽 시즌 1,2, 3,4
- 대배틀
- 소원의 섬 캐릭아일랜드 시즌 1,2,3,4 (투니버스와 공동 방영)
- 소닉 스타리그
- 만년다이아 이슬이를 부탁해
- True LoL Show - 트롤쇼
- 백발백중 챌린지
- 서머너즈워: 정복자들 시즌 1,2,3
- 지구를 지켜라
- 하스스톤 마스터즈 코리아
- 히어로즈 오브 더 스톰 슈퍼리그
- 한판만
- 워치맨 EXPANSION
- 붉은 수염의 비밀 : 파이러츠워
- 퍼펙트 센스 VR
- PSS 부트캠프
- 게임플러스
- 리그 오브 레전드 챔피언스 코리아
- 오버워치 APEX
- 월드오브탱크 리그
- 켠김에 왕까지
- 인텔 펍지 코리아 컨텐더스 리그
- 카트라이더 리그
- 켠왕켜놩
- 킬미더머니

## 관련 방송인
- 전 OGN(구 온게임넷) 출연 방송인
  - 정일훈 캐스터
  - 최상용 캐스터
  - 한상균 캐스터
  - 김철민 캐스터
  - 임동석 캐스터
  - 전용준 캐스터
  - 이동진 캐스터
  - 정소림 캐스터
  - 박상현 캐스터
  - 성승헌 캐스터
  - 김의중 캐스터
  - 김창선 해설위원
  - 김동수 해설위원
  - 정준 해설위원
  - 주훈 해설위원
  - 유대현 해설위원
  - 손대영 해설위원
  - 박현규 해설위원
  - 김대겸 해설위원
  - 복한규 해설위원
  - 이준행 해설위원
  - 정노철 해설위원
  - 김태형 해설위원
  - 엄재경 해설위원
  - 정인호 해설위원
  - 이승원 해설위원
  - 강민 해설위원
  - 온상민 해설위원
  - 정준 해설위원
  - 정우서 해설위원
  - 김정민 해설위원
  - 박태민 해설위원
  - 김동준 해설위원
  - 이현우 해설위원
  - 오성균 해설위원
  - 박용욱 해설위원
  - 길수현
  - 장영란
  - 강성민
  - 양세찬
  - 송지영
  - 신주현
  - 최다니엘
  - 김래이
  - 이나영
  - 원보라 MC
  - 조은정 아나운서
  - 최은강 아나운서

## 같이 보기
- 하이트 스파키즈(온게임넷 스파키즈) : 온게임넷이 창단한 스타크래프트, 스페셜 포스 프로게임단, 하이트 맥주의 네이밍 스폰서로 인해 팀명이 한 차례 바뀌었었고 2010년 10월 CJ 엔투스에 의해 합병되었다. 그러다 OGN에 이관되면서 사실상 온게임넷 엔투스가 되었으나 OGN이 방송 제작을 중단함으로써 역사 속으로 사라졌다.
- 용산 e스포츠 스타디움 : 2006년 8월부터 2016년 4월 16일까지 한국e스포츠협회로부터 임차하여 사용한 OGN의 주 경기장이다.
- 서울 OGN e스타디움 : 2016년 4월 30일 개장한 OGN의 주 경기장이다.